# Льюїнс-Коув
Льюїнс-Коув (англ. Lewin's Cove) — містечко в Канаді, у провінції Ньюфаундленд і Лабрадор.

## Населення
За даними перепису 2016 року, містечко нараховувало 544 особи, показавши скорочення на 2,0%, порівняно з 2011-м роком. Середня густина населення становила 83,4 осіб/км².
З офіційних мов обидвома одночасно володіли 15 жителів, тільки англійською — 535.
Працездатне населення становило 52,7% усього населення, рівень безробіття — 20,8% (25% серед чоловіків та 20% серед жінок). 93,8% осіб були найманими працівниками, а 4,2% — самозайнятими.
Середній дохід на особу становив $49 608 (медіана $31 317), при цьому для чоловіків — $69 187, а для жінок $30 513 (медіани — $49 536 та $23 872 відповідно).
16,3% мешканців мали закінчену шкільну освіту, не мали закінченої шкільної освіти — 22,8%, 59,8% мали післяшкільну освіту, з яких 12,7% мали диплом бакалавра, або вищий.
| Статево-вікова структура населення | Статево-вікова структура населення | Статево-вікова структура населення | Статево-вікова структура населення | Статево-вікова структура населення |
| ---------------------------------- | ---------------------------------- | ---------------------------------- | ---------------------------------- | ---------------------------------- |
|                                    |                                    |                                    |                                    |                                    |
| Всього                             | Всього                             | 49,5%50,5%                         |                                    |                                    |
| 0 — 14 років                       | 0 — 14 років                       |                                    | 15,5%                              | 15,5%                              |
| 15 — 64 років                      | 15 — 64 років                      |                                    | 64,5%                              | 64,5%                              |
| 65 і більше                        | 65 і більше                        |                                    | 20%                                | 20%                                |
| 85 і більше                        | 85 і більше                        |                                    | 1,8%                               | 1,8%                               |
| Середній вік (років)               | Середній вік (років)               | 43,344,8                           | 44,1                               | 44,1                               |
| Медіана (років)                    | Медіана (років)                    | 47,046,6                           | 46,8                               | 46,8                               |
| — чоловіки — жінки                 |                                    |                                    |                                    |                                    |

| Походження мешканців:     | Походження мешканців:     | Походження мешканців: | Походження мешканців: | Походження мешканців: |
| ------------------------- | ------------------------- | --------------------- | --------------------- | --------------------- |
| Походження                |                           |                       | осіб                  | %                     |
| Корінні американці        | Корінні американці        |                       | 15                    | 2.75%                 |
| Інше північноамериканське | Інше північноамериканське |                       | 320                   | 58.72%                |
| Європейське               | Європейське               |                       | 275                   | 50.46%                |
| британське                | британське                |                       | 270                   | 49.54%                |
| французьке                | французьке                |                       | 10                    | 1.83%                 |

| Зайнятість населення за галузями (за класифікацією NOC): | Зайнятість населення за галузями (за класифікацією NOC): | Зайнятість населення за галузями (за класифікацією NOC): | Зайнятість населення за галузями (за класифікацією NOC): | Зайнятість населення за галузями (за класифікацією NOC): |
| -------------------------------------------------------- | -------------------------------------------------------- | -------------------------------------------------------- | -------------------------------------------------------- | -------------------------------------------------------- |
|                                                          |                                                          |                                                          |                                                          |                                                          |
| Управління                                               | Управління                                               |                                                          | 8,5%                                                     | 8,5%                                                     |
| Бізнес, фінанси та адміністрування                       | Бізнес, фінанси та адміністрування                       |                                                          | 10,6%                                                    | 10,6%                                                    |
| Природничі та прикладні науки                            | Природничі та прикладні науки                            |                                                          | 4,3%                                                     | 4,3%                                                     |
| Охорона здоров'я                                         | Охорона здоров'я                                         |                                                          | 12,8%                                                    | 12,8%                                                    |
| Освіта, правозахист, муніципальні та урядові служби      | Освіта, правозахист, муніципальні та урядові служби      |                                                          | 12,8%                                                    | 12,8%                                                    |
| Роздрібна торгівля та послуги                            | Роздрібна торгівля та послуги                            |                                                          | 27,7%                                                    | 27,7%                                                    |
| Гуртова торгівля, транспорт та обладнання                | Гуртова торгівля, транспорт та обладнання                |                                                          | 19,1%                                                    | 19,1%                                                    |

## Клімат
Середня річна температура становить 5,5°C, середня максимальна – 18,7°C, а середня мінімальна – -8,8°C. Середня річна кількість опадів – 1 459 мм.
| Клімат поселення                              | Клімат поселення | Клімат поселення | Клімат поселення | Клімат поселення | Клімат поселення | Клімат поселення | Клімат поселення | Клімат поселення | Клімат поселення | Клімат поселення | Клімат поселення | Клімат поселення | Клімат поселення |
| Показник                                      | Січ.             | Лют.             | Бер.             | Квіт.            | Трав.            | Черв.            | Лип.             | Серп.            | Вер.             | Жовт.            | Лист.            | Груд.            |                  |
| Середній максимум, °C                         | 0,41             | −0,33            | 2,29             | 6,76             | 11,15            | 15,70            | 18,34            | 18,74            | 15,91            | 11,01            | 6,63             | 2,29             |                  |
| Середня температура, °C                       | −3,81            | −4,55            | −1,94            | 2,55             | 6,94             | 11,49            | 15,41            | 15,83            | 12,98            | 8,10             | 3,72             | −0,64            |                  |
| Середній мінімум, °C                          | −8,01            | −8,76            | −6,14            | −1,68            | 2,73             | 7,28             | 12,49            | 12,90            | 10,07            | 5,18             | 0,80             | −3,56            |                  |
| Норма опадів, мм                              | 127              | 122              | 114              | 114              | 113              | 109              | 99               | 96               | 147              | 150              | 139              | 129              |                  |
| Середньомісячна швидкість вітру, м/с          | 8.91             | 8.18             | 7.59             | 6.64             | 5.65             | 5.13             | 4.88             | 5.08             | 5.86             | 6.85             | 7.85             | 8.54             |                  |
| Середньомісячна сонячна радіація, кДж/м²·день | 3896             | 6671             | 10819            | 14298            | 17711            | 19277            | 18837            | 16173            | 12360            | 7530             | 4275             | 3116             |                  |
| --------------------------------------------- | ---------------- | ---------------- | ---------------- | ---------------- | ---------------- | ---------------- | ---------------- | ---------------- | ---------------- | ---------------- | ---------------- | ---------------- | ---------------- |
| Джерело:                                      |                  |                  |                  |                  |                  |                  |                  |                  |                  |                  |                  |                  |                  |